# Arno Wohlfahrter
Arno Wohlfahrter (* 27. November 1964 in Klagenfurt) ist ein ehemaliger österreichischer Radrennfahrer und Manager.

## Leben
Arno Wohlfahrter wurde mehrfach Österreichischer Jugendmeister. 1985 wurde er Dritter im Etappenrennen Alpe–Adria. 1987 wurde er Österreichischer Straßenmeister. Im selben Jahr belegte er den dritten Platz bei der Rheinland-Pfalz-Rundfahrt. Von 1988 bis 1992 startete er als Berufsfahrer. Dreimal fuhr er den Giro d’Italia. 1988 wurde er 99., 1989 und 1991 schied er aus.
Wohlfahrter ist Absolvent einer HTL für Maschinenbau, Werkzeug- und Vorrichtungsbau sowie eines MBA-Programmes an der IMADEC.
Ab 1990 war Wohlfahrter als freier Journalist und Fotograf tätig. Anschließend wurde er Chefredakteur der Zeitschrift „Bike Fun“. 2006 wurde er für den „Business Athlete Award“ nominiert.
Karrierestationen waren Leitung des Filialvertriebs einer Bank, Funktion des Generaldirektor von Metro Cash & Carry Österreich sowie zuletzt Geschäftsführer des Personalvermittlungsunternehmens Trenkwalder.